# Бјут Вали (Калифорнија)
Бјут Вали (енгл. Butte Valley) насељено је место без административног статуса у америчкој савезној држави Калифорнија.

## Демографија
По попису из 2010. године број становника је 899.
| Група             | 2000.    | 2010.       |
| Белци             | 0 (0,0%) | 749 (83,3%) |
| Афроамериканци    | 0 (0,0%) | 0 (0,0%)    |
| Азијати           | 0 (0,0%) | 9 (1,0%)    |
| Хиспаноамериканци | 0 (0,0%) | 89 (9,9%)   |
| Укупно            | 0        | 899         |